# Ловчувек
Ловчувек (пол. Łowczówek) — село в Польщі, у гміні Плесьна Тарновського повіту Малопольського воєводства.
Населення — 1128 осіб (2011).
У 1975-1998 роках село належало до Тарновського воєводства.

## Демографія
Демографічна структура станом на 31 березня 2011 року:
|          | Загалом | Допрацездатний вік | Працездатний вік | Постпрацездатний вік |
| -------- | ------- | ------------------ | ---------------- | -------------------- |
| Чоловіки | 543     | 109                | 351              | 83                   |
| Жінки    | 585     | 114                | 336              | 135                  |
| Разом    | 1128    | 223                | 687              | 218                  |